# Chilwell
Chilwell är en ort i unparished area Beeston i distriktet Broxtowe i grevskapet Nottinghamshire i England. Chilwell var en civil parish fram till 1935 när blev den en del av Beeston and Stapleford och Clifton with Glapton. Civil parish hade 2 584 invånare år 1931. Byn nämndes i Domedagsboken (Domesday Book) år 1086, och kallades då Chideuuelle/Ciduuelle/Cilleuuelle.